# کانه (شهر)
کانه (به لاتین: Kanne) یک منطقهٔ مسکونی در بلژیک است که در ریامست واقع شده‌است. کانه ۱٬۱۵۶ نفر جمعیت دارد.